# Thomas Flögel
Thomas Flögel (Vienna, 7 giugno 1971) è un ex calciatore austriaco, di ruolo centrocampista.
Anche suo padre Rudolf è stato un calciatore.

## Carriera

### Club
Vanta 469 presenze e 52 gol nei campionati professionistici, dividendo la sua carriera tra patria (soprattutto Austria Vienna, società nella quale ha conquistato 13 titoli nazionali) e Scozia (all'Hearts, dove vince la Coppa nazionale nel 1998).

### Nazionale
Esordisce il 14 aprile 1992 contro la Lituania (4-0). Il 30 aprile 2003 gioca la sua prima partita da capitano contro la Scozia (0-2), la prima di sei incontri disputati con la fascia sul braccio e che saranno anche le sue ultime sei presenze con la Nazionale austriaca.

## Palmarès

### Club

#### Competizioni nazionali
- Supercoppa d'Austria: 6

Austria Vienna: 1990, 1991, 1992, 1993, 2003, 2004
- Campionato austriaco: 4

Austria Vienna: 1990-1991, 1991-1992, 1992-1993, 2002-2003
- Coppa d'Austria: 3

Austria Vienna: 1991-1992, 1993-1994, 2002-2003
- Coppa di Scozia:

Hearts: 1997-1998